# Ariënsinstituut
Het Ariënsinstituut is het opleidingscentrum voor priester- en diakenstudenten van het Aartsbisdom Utrecht. Voor de theologieopleiding werkt het instituut samen met de Tilburg School of Catholic Theology, de theologische faculteit van Tilburg University. Regelmatig sturen andere Nederlandse bisdommen, met name het Bisdom Groningen-Leeuwarden, tevens studenten naar het Ariënsinstituut om daar voor het priesterschap gevormd te worden. Naast de priesterstudenten, die op het Ariënsinstituut wonen, worden op het Ariënsinstituut ook (permanente) diakens, catecheten en diaconaal werkers opgeleid voor het aartsbisdom. Het instituut is genoemd naar de Nederlandse priester Alfons Ariëns. De rector van het Ariënsinstituut maakt onderdeel uit van de diocesane curie van het aartsbisdom.

## Ariënskonvikt
Voor meer informatie over de opleiding vóór 2010, bekijk de pagina Ariënskonvikt.
In 2010 werd de toenmalige priesteropleiding van het Aartsbisdom Utrecht, het Ariënskonvikt, door aartsbisschop Wim Eijk gesloten. De studenten die destijds op het convict woonden, vervolgden hun opleiding aan de Tiltenberg, het grootseminarie van het Bisdom Haarlem-Amsterdam. In 2014 werd, eveneens door - inmiddels - kardinaal Eijk, een nieuwe priester- en diakenopleiding in Utrecht geopend, met de naam 'Ariënsinstituut'.

## Gebouw
Het gebouw van het Ariënsinstituut op de Keistraat 9 in de binnenstad van Utrecht is een monumentaal herenhuis. In 1664 werd het hoekhuis gebouwd door Rombout Modé, een kanunnik van de Sint-Pieterskerk. Het herenhuis werd gebouwd binnen de immuniteit van de Sint-Pieterskerk en in de buurt van de Keistraat zijn meer voormalige kanunnikenhuizen te vinden. Sinds de bouw is het huis bewoond door kerkelijke, stedelijke en provinciale bestuurders. In de eerste helft van de 20ste eeuw is het pand in gebruik geweest als kantoorpand van het Hoogheemraadschap Lekdijk Bovendams en in de jaren '70 hebben de Zusters van de Eeuwigdurende Aanbidding het herenhuis tijdelijk in gebruik gehad. In 1979 is het gebouw in bezit van het aartsbisdom gekomen en bestemd voor de opleiding van priesters. Tussen de sluiting van het Ariënskonvikt in 2010 en de opening van het Ariënsinstituut voor priesterstudenten in 2014, maakte het in 2010 opgerichte Ariënsinstituut gebruik van dit huis als vormingshuis - zonder inwonende studenten.

## Bekende alumni (van het Ariënskonvikt)
- Mgr. Hans van den Hende (1964), bisschop van het Bisdom Rotterdam.
- Mgr. Gerard de Korte (1955), bisschop van het Bisdom 's-Hertogenbosch en van 1992 tot 1999 rector van het Ariënskonvikt.
- Mgr. Herman Woorts (1963), hulpbisschop van het Aartsbisdom Utrecht.
- Mgr. Ted Hoogenboom (1960), hulpbisschop van het Aartsbisdom Utrecht en van 2001 tot 2008 conrector van het Ariënskonvikt.